# Refinería de Cartagena
La Refinería de Cartagena S.A.S., que opera bajo el nombre comercial de Reficar es el complejo industrial más grande del caribe colombiano y la segunda empresa más grande del país. Para 2023 producía 210.000 bbl/d
En 2024 tuvo ingresos por 32.050 millones de pesos 
También es símbolo y activo estratégico de la nación para la autonomía energética de los colombianos. En 2021 la refinería de Cartagena produjo el 19% del diésel que se consumió en el país y el 21% de las gasolinas. De las ventas totales, 70% correspondieron al mercado colombiano y 30% al mercado internacional durante el 2021.  
En la actualidad es un complejo industrial de refinación, compuesto por 34 unidades, con un área de 140 hectáreas, el mismo espacio que ocuparían 280 canchas de fútbol juntas, el cual aprovecha mejor los crudos de producción nacional, al igual que los internacionales para transformarlos en productos limpios y eficientes. 
En este sentido la Refinería de Cartagena contribuye a la seguridad energética de Colombia, especialmente en una época de incremento de intereses en hidrocarburos, derivado del conflicto Ucrania-Rusia. Por otro lado, actualmente, la Refinería de Cartagena abastece totalmente a la nación con diésel, producto que es el motor de la economía colombiana. El trasporte de productos y materias primas en el país se hace en vehículos y tractocamiones, que utilizan este combustible. 

## Ubicación
Está ubicada en la actual zona industrial de Cartagena, se estableció en 1957 en el área de Mamonal (10°20′39″N 75°30′12″O / 10.344059, -75.503367), punto estratégico que le permite el acceso al Océano Atlántico, al igual que al interior de Colombia a través del Río Magdalena por el Canal del Dique y los oleoductos existentes. La Refinería tiene acceso a un terminal con dos muelles que pueden recibir buques de hasta 85.000 toneladas de peso muerto.
Refinería de Cartagena SAS es aliada del empleo regional (Caribe), más de 3.500 personas trabajan en la refinería, en su gran mayoría cartageneros. Por su parte el clúster Petroquímico genera cerca de 12.000 empleos en el Distrito según, Datos CEDEC – Cámara de Comercio de Cartagena).

## Historia
Con una inversión de $33 millones de dólares, fue construida en 1957 por Intercol y luego adquirida en 1974 por Ecopetrol y fue sometida a una importante modernización y ampliación que costó cerca de $6.500 millones. Estas obras fueron inauguradas el 21 de octubre de 2015. En esta ampliación se aumentó a 165.000 barriles de petróleo por día su capacidad refinadora de que anteriormente era 75 000 barriles diarios., Su nueva capacidad de producción ayudó a la reducción de importaciones del país, ya que en años anteriores Colombia importaba grandes volúmenes de combustibles llegando a importar hasta 33.000 barriles diarios de diésel, La ampliación de esta refinería también dinamizó la economía de la región al convertir el sector industrial en la principal actividad económica de la ciudad de Cartagena y del departamento de Bolívar.
La Refinería de Cartagena es hoy un gran complejo industrial y de refinación, vital para la industria y la economía nacional, la seguridad energética del país y la producción de combustibles limpios.
Su origen se remonta a 1957 cuando fue construida por Exxon, como un complejo de refinación de combustibles para suplir la demanda de la Costa Caribe. Luego, en 1974 fue adquirida por Ecopetrol.
A finales de los años 90 el Gobierno nacional advirtió que el país necesitaba mejorar su capacidad de refinación y que la demanda internacional y nacional de combustibles exigía productos más eficientes y amigables con el medio ambiente.
La decisión de ampliar y modernizar la Refinería de Cartagena, que tenía una capacidad de carga para 80 mil barriles diarios, se dio en un momento coyuntural, cuando en el mundo se estaban cerrando refinerías de conversión media -como lo era ésta, que transformaba el 74% de un barril de crudo en productos valiosos.
Se consideró entonces que modernizarla era un proyecto estratégico para la Nación, entre otras razones, porque de esta manera se reducía la importación de combustibles. Antes de Refinería de Cartagena, Colombia vendía petróleo e importaba diésel y otros combustibles, que con la entrada en operación de la refinería se ha venido reduciendo.
Luego de esfuerzos titánicos de más de 34 mil trabajadores, 95% de ellos colombianos, y de superar múltiples obstáculos la nueva Refinería de Cartagena recibió la primera carga de crudo, el 21 de octubre de 2015, cuando el presidente Juan Manuel Santos abrió la válvula de la Unidad de Crudo. Y la primera producción de refinados se dio el 10 de noviembre de 2015, con una carga de 90.000 barriles que se transformaron en diésel, nafta, gas licuado de petróleo (GLP) y combustible de aviación (Jet). Progresivamente una a una fueron entrando en operación todas las unidades, proceso que se completó el 11 de julio de 2016.
Hoy Colombia tiene en operación una refinería con capacidad de carga para 150 mil barriles diarios, de alta conversión, la cual transforma el 97,5% de un barril de crudo en productos valiosos y el 2,5% lo convierte en coque y azufre, que se utilizan en industrias siderúrgicas y de agroquímicos, respectivamente.
Los combustibles que produce la Refinería de Cartagena son los más limpios de la historia de Colombia: El diésel de exportación de hasta 10 ppm, que cumple las más exigentes normas internacionales, y gasolina de entre 80 y 100 ppm de azufre, cuando la norma exige que sea de 300 ppm.
La nueva Refinería de Cartagena es un ícono de la industria nacional, y un activo productivo valioso para la Nación, que introdujo a Colombia en la era de la refinación segura, moderna y de última tecnología.
En la actualidad es un complejo industrial de refinación compuesto por 34 unidades, con un área de 140 hectáreas, el mismo espacio que ocuparían 280 canchas de fútbol juntas, el cual aprovecha mejor los crudos de producción nacional al igual que los internacionales para transformarlos en productos limpios y eficientes.
Hoy todos los colombianos podemos decir con orgullo que tenemos la Refinería más moderna de América Latina, muestra de la energía de nuestra región Caribe y orgullo de todo un país.

## Producción
En el 2022 la Refinería funciona a plena marcha, su proceso de ampliación y modernización tuvo y continúa teniendo un impacto importante para la nación, en términos de producción de combustibles limpios, impulso al crecimiento de la región Caribe y de Colombia y autosuficiencia energética estratégica en la geopolítica regional y mundial. 
En este sentido la Refinería de Cartagena contribuye a la seguridad energética de Colombia, especialmente en una época de incremento de intereses en hidrocarburos, derivado del conflicto Ucrania-Rusia. Por otro lado, actualmente, la Refinería de Cartagena abastece totalmente a la nación con diésel, producto que es el motor de la economía colombiana ya que el trasporte de productos y materias primas en el país se hace en vehículos y tractocamiones, que utilizan este combustible. 
La planta Industrial de la Refinería de Cartagena está destinada a la refinación del petróleo con el fin de obtener combustibles, gases industriales y productos industriales para consumo tanto nacional como internacional. Actualmente Cartagena exporta aproximadamente el 30% de su producción al mercado petrolero internacional; tiene una configuración tipo craqueo, es una refinería de conversión profunda por su capacidad de procesar crudos pesados y su alto índice de conversión, actualmente procesa petróleo crudo para generar gasolina, nafta virgen, queroseno, diésel, Jet gasóleo atmosférico, polipropileno, etileno, coque GLP y, azufre y arotar. Los productos son consumidos localmente y exportados.
La ampliación y modernización se puso en funcionamiento en 2016. La Refinería estuvo bajo un estricto cronograma de estabilización e incremento gradual de su producción, hasta el 6 de diciembre de 2017, cuando finalizó con éxito la prueba global de desempeño, que consistió en un periodo de 60 días durante los cuales sus 34 unidades operaron según sus parámetros de diseño, de manera sincronizada y sin incidentes de seguridad de procesos ni ambientales, durante este periodo alcanzó una carga promedio de 144 000 barriles diarios de petróleo 
Durante el año 2017, la producción de la Refinería fue destinada en un 70% al consumo nacional y en un 30% a las exportaciones. La nueva Refinería de Cartagena es un ícono de la industria nacional, y un activo productivo valioso para la Nación, que introdujo a Colombia en la era de la refinación segura, moderna y de última tecnología.

## Impacto Económico
La economía agregada de Cartagena, entre la actividad Petroquímica, y Portuaria y Naviera producto de las exportaciones, sumó un poco más de $21 billones de ingresos, según la información más reciente de la Cámara de Comercio de Cartagena. Lo cual pone a estas actividades a la cabeza de la economía de Cartagena y del departamento de Bolívar, muy por encima de las actividades turísticas y hoteleras.
La contribución de la Refinería de Cartagena al abastecimiento del mercado nacional durante el 2021 fue significativa, aportando el 19% del diésel que se consume en el país y el 21% de las gasolinas. Gracias a la Refinería de Cartagena el país no tuvo que importar combustible por aproximadamente us$2.778 millones, durante ese mismo año y se generaron US$ 8 millones a la nación y a la ciudad de Cartagena US$21.
El total de ventas alcanzó los 4.104 MUSD de los cuales el 70% fueron ventas locales (en su mayoría diésel y gasolina) y el 30% restante representadas en exportaciones por más de 1.200 MUSD (En su mayoría diésel). 
En el 2021 el récord EBITDA se mantuvo en octubre en US$57 millones y el récord año en US$173 millones. 
El aporte de la Refinería de Cartagena a la reactivación económica fue significativo, ya que, se fortalecieron los servicios de educación en la ciudad de Cartagena y aporto en la contratación de mano de obra local (100% local y 705 no calificada).

## Controversias
El 2 de noviembre de 2007 se aprobó autorizar la contratación del EPC del proyecto con Chicago Bridge and Iron Company (CB&I) atendiendo su capacidad para realizar el proyecto en el tiempo y costo determinado, considerando su amplia experiencia en proyectos de sector energético y en actualizaciones de unidades de refinación. Información que se evaluó durante el proceso de selección. 
Sin embargo, durante el 2012 se generaron alertas tempranas por parte de Refinería de Cartagena frente al contratista y se comenzó a reunir evidencias para demostrar las demoras y mala planeación en la ejecución del proyecto, por parte de CB&I como los estimados deficientes, cambios de alcance que impactaron la ejecución del proyecto, retrasos en ingeniería y mayores cantidades. Razón por la cual, incluso, se planteó el escenario de dar por terminado el contrato. Sin embargo, se decidió no terminar el contrato con CB&I, por las implicaciones económicas como la afectación del abastecimiento a la demanda de combustible a nivel nacional, así como las implicaciones jurídicas para sacar la iniciativa adelante. 
Desde el 2012, la debida diligencia y el interés por defender los intereses de la empresa y de la nación han estado presentes en el actuar de Refinería de Cartagena. Los colombianos y la refinería de Cartagena fueron perjudicados por un contratista extranjero, en un contrato EPC (por sus siglas en inglés, qué significa Ingeniería, Compras y Construcción) para la modernización y ampliación de la refinería; que tenía como obligación contractual, bajo su promesa de valor, la construcción y puesta en marcha de la refinería y terminó incumpliendo lo pactado en el contrato.
Refinería de Cartagena, presentó el 8 de marzo de 2016, una solicitud ante la Cámara de Comercio Internacional para iniciar un proceso arbitral en contra de la empresa norteamericana Chicago Bridge & Iron Company N.V., CB&I, encargada de realizar la ampliación y modernización de la refinería.
Durante el proceso de arbitraje se pretende demostrar que CB&I era consciente de que el proyecto costaría más, pero perjudicó a Reficar y a Ecopetrol al no cumplir su promesa de valor inicial.
CB&I contestó la solicitud y presentó demanda reconvencional (demanda judicial que ejerce el demandado, en el mismo proceso judicial), en contra de Refinería de Cartagena y actualmente se encuentra a la espera del laudo.
Para este proceso Colombia cuenta con los mejores abogados que se hayan podido conseguir para el litigio arbitral contra CB&I. Se trata de KIing and Spalding (K&S), la firma de abogados que contrató Refinería de Cartagena para llevar la demanda contra el contratista. K&S ha representado a gigantes del tamaño de Chevron y ha logrado vencer en los tribunales a Hasbro, al gobierno ecuatoriano y a Pemex, entre otros. Además de representar a empresas como Shell, Occidental Petroleum Company OXY, China Petroleum & Chemical Corp, ExxonMobil y Marathon Oil. Y en Colombia actualmente tiene el apoyo de la firma Suscún Abogados, reconocida dentro y fuera del país.